# 王子町 (神戸市)
王子町（おうじちょう）は神戸市灘区の町名の一つで、1933年（昭和8年）4月、同区西部、もとの菟原郡都賀荘（尼崎領）原田村字王子免（おうじめん）、西灘村原田字王子免から命名された。「免」とは寺社領で寺社除地（年貢免除地）であることを示す、古い行政単位。
東は西郷川を挟んで北側から順に天城通・福住通・中原通、南は東側から順に城内通・原田通、西は南側から順に中央区の上筒井通・野崎通。一丁目から三丁目まである。
令和2年国勢調査（2020年10月1日）における世帯数は242、人口335で内男性145人・女性190人。郵便番号：657-0838。
1889年（明治22年）10月、当時この地域一帯にあたる原田の森を切り開いた土地において関西学院が創立、1929年（昭和4年）に西宮市へ移転するまで学生街の雰囲気を有していた。また現在王子動物園のある場所は、1950年（昭和25年）に開催された日本貿易産業博覧会まで王子神社があったが、現在は原田通に移転している。

## 由来
王子免の他、宮の後という旧小字があった。ちなみに王子免の「王子」は王子神社の祭神の一つ若一王子の事で、「免」は租税の免除地の事。

## 施設
- 王子公園
  - 神戸市立王子動物園
  - 王子陸上競技場
- 阪急電鉄神戸線 王子公園駅
- 原田
- 原田通
- 原田の森